# Luca Antonio Virili
Luca Antonio Virili (Roma, 1569 – Roma, 4 giugno 1634) è stato un cardinale italiano.

## Biografia
Nacque a Roma nel 1569.
Papa Urbano VIII lo elevò al rango di cardinale nel concistoro del 19 novembre 1629.
Morì il 4 giugno 1634 all'età di 65 anni.